# Warriors of Might and Magic
Warriors of Might and Magic est un jeu vidéo de type action-RPG développé et édité par The 3DO Company, sorti en 2000 sur PlayStation, PlayStation 2 et Game Boy Color.

## Accueil
- Jeuxvideo.com : 8/20 (PS2)[1]